# Kemija u 1852.
◄◄ | ◄ | 1849. | 1850. | 1851. | 1852.  | 1853. | 1854. | 1855. | ► | ►►
Arhitektura • Astronomija • Biologija • Fotografija • Glazba • Kazalište • Kemija • Kiparstvo • Knjige • Književnost • Kršćanstvo • Meteorologija • Medicina • Politika • Pravo • Promet • Slikarstvo • Šport • Znanost • Željeznički promet
Kemija u 1852.

## Svijet

### Rođenja
- Jacobus Henricus van 't Hoff, nizozemski fizikokemičar i organokemičar († 1911.)

## Vanjske poveznice
|  | Zajednički poslužitelj ima još gradiva o temi Kemija u 1852. |